# Hawick (Schottland)
Hawick (hɔɪk; schottisch Haaick; schottisch-gälisch Hamhaig) ist eine Stadt in den Scottish Borders, Schottland mit etwa 14.294 Einwohnern. Sie liegt an der Mündung des Slitrig Waters in den Teviot.

## Wirtschaft
Hawick ist bekannt als Standort für die wollverarbeitende Industrie. Bereits ab Ende des 18. Jahrhunderts wurde in Hawick zunächst auf Webstühlen und schließlich mithilfe von Strickmaschinen Wolle, besonders Merino- oder Kaschmirwolle, vornehmlich zu Kleidung und Accessoires verarbeitet. Bekannte Unternehmen wie Pringle of Scotland, Lyle & Scott, Johnstons of Elgin, Barrie, Dawson International, Hawick Cashmere, Hawick Knitwear, Peter Scott, Lovat Mill oder Scott & Charters hatten oder haben ihren Sitz und/oder Fabrikationsstätten in Hawick.
Von 1849 bis 1969 besaß Hawick einen Bahnhof an der Waverley Line, die im Zuge der Beeching Axe eingestellt wurde. Seit der Stilllegung der Strecke zählt Hawick zu den britischen Städten, die am weitesten von einem Eisenbahnanschluss entfernt liegen.
Im März 2018 eröffnete die The Borders Distillery und ist damit seit 1837 die erste Brennerei in den Scottish Borders. Sie brennt ihren Whisky 1837 seither.

## Sonstiges

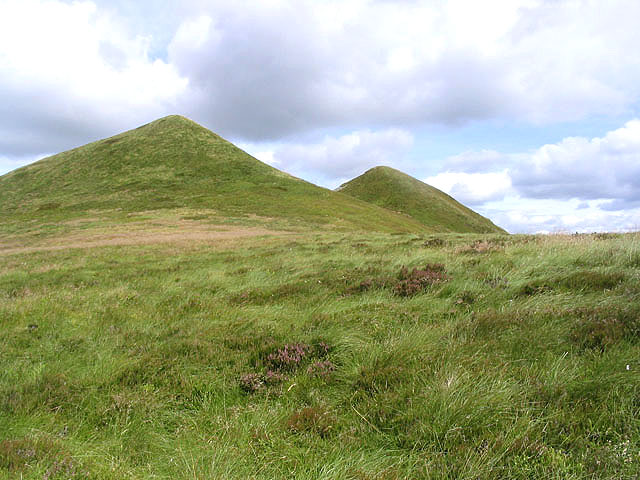
Die Jungfrauenbrüste südlich von Hawick

Ninestane Rig (englisch Nine Stone Ridge) ist ein kleiner Steinkreis südlich von Hawick.

## Söhne und Töchter der Stadt
- Adam Armstrong (Metallurg) (1762–1818), britisch-russischer Metallurg
- James Wilson (1805–1860), Ökonom, Politiker und Gründer des Economist
- John Blackwood McEwen (1868–1948), Komponist
- Jimmie Guthrie (1897–1937), Motorradrennfahrer
- Bill McLaren (1923–2010), Rugbykommentator
- Chay Blyth (* 1940), Segler
- Steve Hislop (1962–2003), Motorradrennfahrer
- Stuart Easton (* 1983), Motorradrennfahrer